# 中山西站
中山西站，原名横栏站，是中国广东省中山市横栏镇一座建设中的铁路车站。

## 车站结构
本站为高架二层双岛式车站（2台6线）。

### 车站楼层
| 地上二层 | 上行站台 | 深湛铁路 西丽方向（下站：中山北） |  |  |
|          | 岛式站台 |                                   |  |  |
|          | 上行站台 | 深湛铁路 西丽方向（下站：中山北） |  |  |
|          |          | 深湛铁路 西丽方向越行线           |  |  |
|          |          | 深湛铁路 湛江西方向越行线         |  |  |
|          | 下行站台 | 深湛铁路 湛江西方向（下站：江门） |  |  |
|          | 岛式站台 |                                   |  |  |
|          | 下行站台 | 深湛铁路 湛江西方向（下站：江门） |  |  |
| 地面     | 站厅     | 售票处、候车区、进站口、出站口    |  |  |

## 历史

### 建设
2024年6月，深江铁路11标项目中山西站道岔连续梁首节段顺利浇筑完成，为后续预制梁的架设奠定基础。